# FC Fribourg
FC Fribourg is een Zwitserse voetbalclub uit Fribourg. De club speelde in totaal 21 seizoenen in de hoogste klasse. De club werd in 1900 opgericht als FC Technicum. In 1904 werd de naam veranderd in FC Stella Fribourg en in 1917 kreeg de club zijn huidige naam.

## Geschiedenis
| Periode   | Niveau |
| --------- | ------ |
| 1909–1914 | I      |
| 1914–1915 | II     |
| 1915–1931 | I      |
| 1944–1952 | II     |
| 1952–1956 | I      |
| 1956–1960 | II     |
| 1960–1962 | I      |
| 1962–1963 | II     |
| 1967–1969 | II     |
| 1971–1972 | II     |
| 1973–1984 | II     |
| 1989–1994 | II     |